# 絵入源氏物語
『絵入源氏物語』（えいりげんじものがたり）は、江戸時代に出版された『源氏物語』の版本である。江戸時代には多くの『源氏物語』の版本が出版されたが、『絵入源氏物語』は『源氏物語』の版本としては最も早い時期に出され、広く流布したものである。

## 概要
それまでの『源氏物語』は平安時代に成立して以後、すべて写本の形で存在しており、1冊ずつ人の手で写さなければならないものであるために作成に手間と時間がかかり、一般の人々が容易に入手出来るものではなかった（写本を手に入れることが出来ない多くの人々は、数多くの種類が作られた「梗概書」と呼ばれるダイジェスト的な書物によって『源氏物語』に親しんでいた）。そのような中で、『絵入源氏物語』は一般多数の人々に読みやすい『源氏物語』として単に本文のみではなく絵を添える形で提供された最初のテキストである。本書を編集したのは蒔絵師を本業とした歌人である山本春正。
『絵入源氏物語』は以下のように少しずつ形を変えて何度か刊行されている。
- 1650年 慶安三年版
- 1654年 承応三年版（判型が大きいため「大本」と呼ばれている）
- 1660年 万治三年版（判型が横長であるため「横本」と呼ばれている）

このうち最も広く普及したのは1654年に刊行されたものである。
『絵入源氏物語』の持つ多くの特徴は、これ以後に出た『源氏物語』の版本である『首書源氏物語』や『源氏物語湖月抄』などでも概ね踏襲されており、これ以後の多くの『源氏物語』の版本の基本的な形となった。

## 内容
『絵入源氏物語』は以下のような内容で全60冊からなっている。
- 『源氏物語』本文54帖・54冊
- 「源氏目案」3冊
- 「引歌」1冊
- 「系図」1冊
- 「山路露」1冊

### 本文
『絵入源氏物語』の本文はおおむね青表紙本系統の本文であり、中でも三条西家本系統の本文に近いものになっている。これは当時最も重要視されて、よく利用されていたのがこの系統の本文であったからだと考えられている。
また、『源氏物語』本文に濁点・読点・振り仮名・傍注などを付して読みやすくするという工夫が加えられており、これだけあれば他の書物を必要とせずに『源氏物語』を理解できるように工夫されている。

### 挿絵
『絵入源氏物語』には「絵入」の名が表す通り、それぞれの場面の理解に役立つ226枚に及ぶ挿絵が付されている。これらの挿絵の版下は全て蒔絵師である編者の山本春正が描いたものと見られている。

## データベース
国文学研究資料館の「原本テキストデータベース」事業の一環としてCD-ROM化されたものが販売されている。
- 『源氏物語（絵入）』（岩波書店、1999年7月28日） ISBN 4-00-130093-1